# 坎多塔鎮區 (明尼蘇達州托德縣)
坎多塔鎮區（英語：Kandota Township）是位於美國明尼蘇達州托德縣的一個行政鎮區。

## 地方資料
坎多塔鎮區的面積為62.37平方千米，當中陸地面積為57.68平方千米，而水域面積為4.69平方千米。根據2020年美國人口普查的數據，當地共有人口805人，而人口密度為每平方千米12.91人。